# Отранто (мыс)
О́транто (итал. Capo d'Otranto) — мыс, самая восточная оконечность Италии (Апеннинского полуострова), вдающаяся в пролив Отранто, соединяющий Адриатическое и Ионическое моря, напротив мыса Гюхеза (лат. Acroceraunia Promontorium) Керавнийский гор. В 5 км севернее расположен портовый город Отранто. Относится к провинции Лечче области Апулия.
У мыса находится метеостанция и маяк.